# Isak Férriz
Isaac "Isak" Férriz Àlvaro (Andorra, 20 de juny del 1979) és un actor i director andorrà, membre de l'Associació Artística Indi Gest. Va formar-se com a actor a l'Escola de Teatre de Nancy Tuñón de Barcelona.
El seu pare també havia estudiat arts dramàtiques, en el seu cas a l'Institut del Teatre. De petit, Isaac va estudiar a l'escola congregacional de Sant Ermengol, a Andorra. Més tard s'inspiraria en la companyia de Puigcerdà de Teatre Comunal per fundar Dos Quarts de Quatre, moment en què decidí estudiar interpretació.

## Filmografia

### Sèries de televisió
- El cuerpo en llamas (2023)
- Libertad (2020)[2]
- Gigantes (2018-19) com Daniel Guerrero[3]
- Cites (2015).... en tant que Martín Vargas
- Ciega a Citas (2014-).... en tant que Matías
- Els últims dies (2013)
- Bandolera (2011-2012).... en tant que Roberto Pérez/Roberto Montoro
- Física o Química (2010).... en tant que Luis Parra, pare de la Teresa
- 90-60-90, diario secreto de una adolescente (2009).... en tant que Domenico Maldini
- Los hombres de Paco (2009) ... en tant que Fran
- Águila Roja (2009).... en tant que Íñigo
- Ell@s (2009)
- LEX (sèrie de TV, 2008).... en tant que Marc Ledesma
- Ventdelplà (2007-2008).... en tant que Ferran
- Mar de fons (2007).... un capítol
- Majoria absoluta (2003).... un capítol
- Temps de silenci (2001-2002).... en tant que Noi X
- Hospital Central (2002).... en tant que Santi
- Compañeros (2002).... en tant que Pinzas
- Al salir de clase (2000).... en tant que Carmelo
- Laberint d'ombres (1999-2000).... en tant que Roman

### Pel·lícules
- La dona il·legal (2020).... com a Oriol Cadenas
- El cònsol de Sodoma (2009).... en tant que Pep
- Trash (2009).... en tant que Òscar
- Digues-m'ho a la cara! (2008).... curtmetratge
- You, Fucking Idiot! (2007).... curtmetratge
- De bon matí (2006).... curtmetratge
- Zulo (2005).... en tant que segrastador 2
- Gemecs (2005).... curtmetratge
- La meva dolça (2001).... en tant que Willy
- Anita no perd el tren (2001).... en tant que Dependent

### Telefilms
- L'edén (2010).... en tant que Enric
- Rhesus (2009).... en tant que Moisès Alonso
- Serrallonga (2008).... en tant que Joan Sala Serrallonga

### Teatre
- La nostra classe (2012).... de Tadeusz Slobodzianek, dirigida per Carme Portacelli
- El vigilant (2013).... de Natacha de Pontcharra, dirigida per Ester Nadal
- El pes del plom (2013)....
- Snorkel (2015)

### Altres
- Readaptació d'un poema de Miquel Martí i Pol amb motiu de la celebració de la nominació d'Escaldes-Engordany com a capital de la Cultura Catalana